# Cupa României 1934-1935
Ediția 1934-1935 a fost a doua ediție a Cupei României. Trofeul a fost obținut de CFR București care a învins după prelungiri câștigătoarea ediției anterioare, Ripensia Timișoara. Surpriza ediției a fost furnizată de ILSA Timișoara, echipă din eșaloanele inferioare, dar care a ajuns până în semifinale. Antrenor-jucător la ILSA a fost Rudolf Wetzer.

## Șaisprezecimi
| Data     | Echipa gazdă                | Scor  | Echipa oaspete              |
| -------- | --------------------------- | ----- | --------------------------- |
| 03.03.35 | AMEFA Arad (Div.A)          | 2 - 4 | (Div.B) ILSA Timișoara      |
| 17.03.35 | SG Sibiu (Div.B)            | 4 - 0 | (District) Maccabi Cernăuți |
| 24.03.35 | Universitatea Cluj (Div.A)  | 8 - 0 | (Div.B) Elpis Constanța     |
| 24.03.35 | Vitrometan Mediaș (Div.B)   | 0 - 6 | (Div.A) Chinezul            |
| 24.03.35 | Jahn Cernăuți(Div.B)        | 0 - 4 | (Div.A) CA Oradea           |
| 24.03.35 | SS Sibiu (Div.B)            | 0 - 3 | (Div.A) Juventus București  |
| 24.03.35 | CA Timișoara (Div.B)        | 2 - 0 | (Div.A) Crișana Oradea      |
| 24.03.35 | Gloria Arad (Div.A)         | 0 - 2 | (Div.B) Prahova Ploiești    |
| 24.03.35 | Maccabi București (Div.B)   | 0 - 1 | (Div.A) România Cluj        |
| 24.03.35 | Vulturii Lugoj (Div.B)      | 0 - 1 | (District) ASCAM București  |
| 24.03.35 | Venus București (Div.A)     | 3 - 1 | (Div.B) Olimpia Satu Mare   |
| 24.03.35 | CFR Simeria (Div.B)         | 2 - 4 | (Div.A) CFR București       |
| 24.03.35 | Tricolor Baia Mare (Div.B)  | 2 - 1 | (Div.B) CA Timișoara        |
| 24.03.35 | Dacia Unirea Brăila (Div.B) | 2 - 3 | (Div.B) Phoenix Baia Mare   |
| 28.03.35 | Ripensia (Div.A)            | 4 - 1 | (Div.B) ACFR Brașov         |
| 04.04.35 | Unirea Tricolor (Div.A)     | 6 - 1 | (Div.B) Mureșul Târgu Mureș |

## Optimi
| Data     | Echipa gazdă                   | Scor  | Echipa oaspete     |
| -------- | ------------------------------ | ----- | ------------------ |
| 06.04.35 | Juventus București             | 2 - 0 | România Cluj       |
| 07.04.35 | Phoenix Baia Mare              | 1 - 0 | CA Timișoara       |
| 07.04.35 | CA Oradea                      | 4 - 1 | Chinezul           |
| 07.04.35 | ASCAM București                | 4 - 1 | Tricolor Baia Mare |
| 07.04.35 | Societatea de Gimnastică Sibiu | 1 - 4 | CFR București      |
| 07.04.35 | Prahova Ploiești               | 2 - 6 | Venus București    |
| 07.04.35 | Ripensia                       | 2 - 1 | Universitatea Cluj |
| 18.04.35 | ILSA Timișoara                 | 1 - 0 | Unirea Tricolor    |

## Sferturi
| Data     | Echipa gazdă    | Scor  | Echipa oaspete     |
| -------- | --------------- | ----- | ------------------ |
| 23.04.35 | Venus București | 3 - 0 | Juventus București |
| 23.04.35 | ILSA Timișoara  | 4 - 1 | ASCAM București    |
| 23.04.35 | CFR București   | 4 - 2 | Phoenix Baia Mare  |
| 23.04.35 | CA Oradea       | 1 - 2 | Ripensia           |

## Semifinale
| Data     | Echipa gazdă  | Scor  | Echipa oaspete  |
| -------- | ------------- | ----- | --------------- |
| 30.05.35 | CFR București | 3 - 2 | ILSA Timișoara  |
| 30.05.35 | Ripensia      | 4 - 2 | Venus București |

## Finala
| 6 iunie 1935 18:00 | CFR București                                                   | 6 – 5 | Ripensia                                                         | Stadionul ONEF, București Spectatori: 20.000 Arbitru: Denis Xifando (București) |
| 6 iunie 1935 18:00 | Attila 34' L.Strock 37' Gh.Georgescu 55', 61', 70' Șt.Barbu 97' |       | Schwartz 41', 47' Ujlaky 55' (aut.) Dobay 76' Zombory 88' (pen.) | Stadionul ONEF, București Spectatori: 20.000 Arbitru: Denis Xifando (București) |

| CFR BUCUREȘTI: |                    |
|                |                    |
| P              | Francisc Theimler  |
| F              | Nicolae Roșculeț   |
| F              | Tibor Ujlaki       |
| M              | Vintilă Cossini    |
| M              | Ștefan Wetzer      |
| M              | Alexandru Cuedan   |
| A              | Gheorghe Georgescu |
| A              | Ștefan Barbu       |
| A              | Ladislau Ströck    |
| A              | Geza Medve         |
| A              | Attila Janos       |

| RIPENSIA: |                    |
|           |                    |
| P         | William Zombory    |
| F         | Rudolf Burger      |
| F         | Balazs Hoksary     |
| M         | Vasile Deheleanu   |
| M         | Rudolf Kotormany   |
| M         | Eugen Lakatos      |
| A         | Silviu Bindea      |
| A         | Zoltan Beke        |
| A         | Gheorghe Ciolac    |
| A         | Alexandru Schwartz |
| A         | Ștefan Dobay       |